# Дунав (кула)
Вижте пояснителната страница за други значения на Дунав.
Кулата „Дунав“ или Дунавска кула (на немски: Donauturm – Донаутурм) е наблюдателна и радиокула във Виена, 22-ри район Донаущат, близо до Международния център.
Открита е през 1964 г. Висока е 252 метра, тежи 17 600 тона. Това е най-високата кула във Виена и 2-рата по височина в Австрия.
Наблюдателната площадка се намира на височина 150 метра, към която водят 2 асансьора, издигащи посетителите за 35 секунди. По-нагоре на отделни етажи се разполагат 2 заведения за хранене, които се въртят през определени интервали. Отначало не се различават по обзавеждане и меню, но впоследствие са наречени: горният (на височина 169 м) – ресторант „Дунавски валс“ (Donauwalzer), а долният (на 161 м) – кафетерия (кафе) „Панорама“.
От 2001 г. има съоръжение за скачане с бънджи от 152 м височина. Организират се състезания по скоростно изкачване на стъпалата до наблюдателната площадка (150 м); рекордът е 3 минути 23,58 секунди, установен от Кристиан Редъл (Christian Redl) през януари 2015 г.
На кулата са монтирани антени за мобилна телефония, частни УКВ радиостанции и служби за радиосъобщения. Не се използва като телевизионна кула.